# Dicranella standleyi
Dicranella standleyi är en bladmossart som beskrevs av Edwin Bunting Bartram 1928. Dicranella standleyi ingår i släktet jordmossor, och familjen Dicranaceae. Inga underarter finns listade i Catalogue of Life.